# Христо Донков
Христо Лазаров Донков е изявен български баскетболист, треньор и експерт по физическо възпитание в Министерство на образованието. Син е на Лазар Донков, създателя на ЕМО „Етър“ край Габрово. Брат на художника Иван Донков.
Христо Донков е роден в Габрово през 1944 г. Завършва ВИФ – София.
Неговата съпруга е д-р Снежина Ангелова. Семейството има две дъщери – Мирела и Антония.
Христо Донков умира през 2009 г.
В памет на Христо Донков в Габрово се провежда турнир по баскетбол от 2011 г.
В началото турнирът е само национален. От 2016 г. вече е международен.